# Circondario di Bovino
Il circondario di Bovino era uno dei circondari in cui era suddivisa la provincia di Foggia.

## Storia
Con l'Unità d'Italia (1861) la suddivisione in province e circondari stabilita dal Decreto Rattazzi fu estesa all'intera Penisola.
Il circondario di Bovino venne soppresso nel 1926 e il territorio assegnato al circondario di Foggia.

## Suddivisione
Nel 1863, la composizione del circondario era la seguente:
1. Mandamento I di Bovino
  - Bovino, Castelluccio dei Sauri, Panni
2. Mandamento II di Ascoli Satriano
  - Ascoli Satriano
3. Mandamento III di Candela
  - Candela
4. Mandamento IV di Deliceto
  - Deliceto
5. Mandamento V di Sant'Agata di Puglia
  - Sant'Agata di Puglia
6. Mandamento VI di Troia
  - Castelluccio Valmaggiore, Celle di San Vito, Faeto, Troia